# Viorel Hizo
Viorel Hizo (n. 6 februarie 1947, Sibiu, România) este un antrenor român de fotbal care în cariera de jucător a evoluat pe postul de portar.
Și-a început cariera de antrenor în orașul său natal, Sibiu, unde a pregătit pe Inter Sibiu în perioada 1991-1993. În 1991 a câștigat cu echipa sibiană Cupa Balcanilor. A avut o aventură în străinătate, în perioada 2004-2005 antrenând echipa chineză Chongqing Qiche. După demiterea în aprilie 2006 de la Pandurii Târgu Jiu a antrenat divizionara secundă Delta Tulcea.
A fost pe banca tehnică a două dintre marile echipe bucureștene, conducând pe Dinamo București și în mai multe rânduri pe Rapid București. În 2008 a câștigat la conducerea lui FC Vaslui Cupa UEFA Intertoto.

## Meciuri ca antrenor
| #   | Echipă                | Meciuri | V/E/Î        | Procentaj V |
| --- | --------------------- | ------- | ------------ | ----------- |
| 1.  | Inter Sibiu           | 59      | 25 - 13 - 21 | 42.3%       |
| 2.  | Rapid                 | 106     | 56 - 15 - 35 | 52.8%       |
| 3.  | Național              | 10      | 5 - 0 - 5    | 50.0%       |
| 4.  | Brașov                | 33      | 11 - 5 - 17  | 33.3%       |
| 5.  | Dinamo                | 28      | 14 - 2 - 12  | 50.0%       |
| 6.  | Ceahlăul              | 119     | 52 - 18 - 49 | 43.7%       |
| 7.  | Farul                 | 13      | 5 - 1 - 7    | 38.4%       |
| 8.  | Pandurii              | 19      | 4 - 5 - 10   | 21.1%       |
| 9.  | Vaslui                | 96      | 47 - 26 - 23 |             |
| 10. | Ceahlăul Piatra Neamț | 3       | 1 - 0 - 2    |             |